# Сельское хозяйство Русского царства
Сельское хозяйство Русского государства было феодального типа с вотчинным и поместным землевладением.

## Растениеводство
Основные зерновые культуры: рожь, овёс, гречиха. Пшеницы выращивалось мало.
Зерновые культуры выращивали: под Ярославлем, побережье Оки и Северной Двины, Рязань, Нижний Новгород.
В Сибирь хлеб поступал через Верхотурье, Чердынь, Соликамск. В Сибири хлеб продавался в Тобольске и Ирбите. Хлеб за границу продавался через Архангельск и Нарву, сухопутным путём через Украину и Польшу.
Пошлина на торговлю хлебом называлась померной пошлиной. В Москве хлебной торговлей руководила померная изба, в которой сидели голова, ларёчный целовальник и выборные целовальники. В неурожайные годы цены на хлеб вырастали в 10 и более раз. Правительство разными мерами пыталось не допустить роста цен. Торговцы хлебом назывались прасолами.
Хлеб продавался в виде зерна, муки, толокна или печёным. Мельницы ветряные и водяные.
Казённые мельницы на откупе. Дома многие держали ручные мельницы. Мука ржаная двух сортов: несеянная и ситная. Мука пшеничная трёх сортов: расхожая, толчёная и крупичатая (позднее крупчатка). Пшеничный печёный хлеб назывался калач, из ржаной муки — хлеб.
Хлеб выпекали калачники и булочники. В Москве пекари объединялись в корпорации. Корпорации раз в несколько лет составляли «известку», в которой определялся размер выпекаемых хлебов.
Повсеместно выращивался хмель.

### Управление
Хлебный приказ заведовал царскими пашнями, для надзора за которыми существовали приказчики, дворяне. Хлеб с пашен отправлялся в Москву на житный двор. До Хлебного приказа существовал Житный приказ. В его ведении находились житные дворы, в которых хранился хлеб на случай неурожая.
Приказ денежного и хлебного сбора учреждался на время войны для сбора денег и припасов на содержание войска.

## Рыбные промыслы
Рыбу промышляли на Двине, Ваге, Пинеге, Мезени, Волхове, Шексне, Оке, Волге, Дону; на озёрах: Ладожское, Белое, Ильмень, Селигер, Переяславское, Галицкое.
В XVII веке Самара стала перевалочным пунктом яицких рыбных промыслов. В 1639 году гость Гурьев завёл на Яике рыбный промысел.
Красной рыбой назывались: осётр, стерлядь, белуга, белорыбица, севрюга. Рыба: семга, треска, лосось, сиг, лодога, снетки. Во всех реках и озёрах ловили щук, карасей, окуней и т. д.
Место ловли рыбы называлось тоней с добавлением названия рыбы, например, тони сиговые.
Крупным центром добычи и переработки рыбы была Астрахань. В Астрахани места добычи и засолки рыбы назывались учуги.
Рыбу ловили на карбасах, челнах, саках. Иногда строили заборы для загона рыбы.
По временам года рыбная ловля: вешняя, осенняя и подлёдная.
Во многих местах возникали рыболовные слободы, жители которых занимались только рыбным промыслом. Организация деятельности слобод общинная, корпоративная. Неводники — изготовители неводов.
Рыбу ловили для нужд царской казны, на оброк или с уплатой побережной пошлины. Оброк платился по оброчным грамотам. Улов продавался свободно. От пошлин освобождались монастыри, имевшие тарханные грамоты. Другие налоги: ладощина — за отвоз рыбы, бочечное — за перевозку рыбы в бочках. Пошлины собирали сытники. На северных реках ловля свободная, вероятно эти реки не считались собственностью царя. В других местах собиралась десятая рыба (10 % от улова). Десятую рыбу собирали выборные целовальники и сдавали её воеводе.
Астраханские рыбные промыслы находились в собственности казны. Они управлялись верными головами и целовальниками (на вере). Учуги отдавались на откуп, а сама ловля (неводами) на оброк. Свежая рыба продавалась под надзором детей боярских.
Кроме царской ловли существовали ловли монастырские и митрополичьи. Все они сдавались в оброк. Возникала конкуренция по размерам оброка и царские ловли оставались без работников из-за высокого размера оброка. Поэтому был наложен запрет на ловлю в оброк для монастырей и прочих владельцев ловель.
Торговля рыбой царская и частная. Рыба живая, солёная, сушеная; зимой мороженая. Астрахань была крупным рынком сбыта рыбы. Мелкая рыба продавалась бочками и пудами. Осетры и белуга — поштучно или рубленными звеньями.
Икра чёрная (армянская), тёмно-серая, жёлтая (щучья) для бедных. Икра зернистая и паюсная. Основное место добычи икры — Астрахань. Паюсной икрой торговала казна. Икра продавалась бочками и пудами. Основная мера икры — пошева — равнялась 6 пудам.
Торговля рыбой облагалась большим количеством сборов, но в 1654 году все они были заменены единой пошлиной.
За границу отправлялась сёмга, палтус и треска. Солёная семга продавалась во Францию, Фландрию, Голландию. Икра продавалась в Англию, Нидерланды, Италию, Францию.
Рыбий клей производился из белуг в Астрахани.

## Скотоводство

### Лошади
Главным рынком продажи лошадей была Москва. Ежегодно из Астрахани в Москву перегоняли до 30 тысяч лошадей. Перегонка лошадей называлась «ордо-базарной станицей». Перегон охраняли до 200 стрельцов под командой сотников и 150 вооружённых татар. Руководили перегоном станичники из детей боярских с толмачами. Станицу сопровождали купцы со своими товарами.
В Москве торг проходил на конской площади. Воеводы отбирали от 5 до 8 тысяч лошадей для царской конюшни. После этого начинался свободный торг. С проданных лошадей взималась пятая деньга в пользу Конюшенного приказа.
В Сибири центром торговли лошадьми был Тобольск.
В городах и селеньях лошади продавались на конских площадках. При покупке лошади должно было присутствовать 5 или 6 свидетелей. Продавец выдавал покупателю купчую или конскую запись. В ней указывался возраст лошади, её масть. Продавец гарантировал убытки, в случае нечистой продажи, и должен был предоставить гаранта. Сбор пошлин на конских площадках иногда отдавался на откуп.
В Европе до конца XVII века покупали упряжных лошадей.

### Мясо и сало
Мясо продавалось стягами. Стяг равнялся одной корове, 10 баранам, 20 гусям, 30 поросятам и т. д.
За границу продавалось мясо солёное и солёное сливочное масло, свинина копчёная, сало. Сало говяжье и ворвань. Моржовые и тюленьи артели состояли из 5 или 6 кораблей. На промысел отправлялись флотилии из 15 — 17 кораблей. Во Фландрии и Испании ворвань использовалась для производства мыла. Говяжье сало закупалось в Казанской, Нижегородской, Московской, Ярославской, Тверской, Смоленской областях. В середине XVI века за границу отправлялось около 100 тысяч пудов топлёного сала. В XVII веке торговля салом перешла в монополию казны, продажи за границу снизились до 30 тысяч пудов в год. Сало использовалось для производства свеч.

### Кожи
Кожи: яловые, оленьи, лошадиные, лосиные, буйволиные, козлиные и овечьи. Торговля юфтью была монополизирована казной. Сафьяны завозились из Персии и Турции. Крупные пункты торговли кожами: Архангельск, Тотьма, Вологда. В XVI веке англичане покупали лошадиные кожи.

### Другие продукты
Конский волос, щетина.

## Мёд и воск
Пчёл держали в лесах. Мёд добывали бортники. Торговали мёдом медовые подвозчики. Воск продавался кругами. Пошлины взимались с веса.
В XV веке мёд и воск продавались в Европу через Ригу. В царствование Ивана Грозного англичане ежегодно вывозили около 50 тысяч пудов воска. Воск использовался для производства свечей. Иногда правительство запрещало вывоз воска за границу, например в 1555 году.

## Лекарственные травы и другие культуры
Корень солодки и ревень вывозили за границу. Солодку собирали на Волге. Очищенные корни солодки продавались в Москве. Торговля ревенем находилась в монополии царской казны. Ревень привозили из Бухарии. Центром торговли ревенём был Тобольск. При Фёдоре Алексеевиче купцам разрешалось самостоятельно провозить ревень из Тобольска в Москву. В проезжей грамоте записывалось количество провозимого ревеня. По дороге ревень запрещалось продавать. В конце XVII века ревень начали искать в Сибири, а потом закупать в Китае.
В XVII веке широкое распространение получила торговля мареной. Марену собирали казаки в Терке (Владикавказ) и продавали в Персию. В Персии марена использовалась для окрашивания тканей. В Россию марену завозили из Персии на кораблях. При Алексее Михайловиче марену начали покупать для казны. В Терке были построены амбары и заведены поля для выращивания марены.